# Micromeria albanica
Micromeria albanica là một loài thực vật có hoa trong họ Hoa môi. Loài này được (K.Malý) Šilic mô tả khoa học đầu tiên năm 1979.